# 벽 부수기
《벽 부수기》(Démolition d'un mur)는 1895년 프랑스의 단편 무성영화로, 뤼미에르 형제가 제작하였다. 뤼미에르 형제가 초창기에 찍었던 여느 영화처럼 영사기와 촬영기를 겸한 시네마토그래프로 촬영하였으며, 35mm 필름에 화면비는 1.33:1로 제작되었다.

## 상세
인부들이 작은 건물의 벽을 철거하는 모습을 담아냈다.
작품 자체는 간단하지만, 역재생 기법을 처음 발견한 작품으로도 유명하다. 상영 당시 영사기를 되감는 과정을 소등하지 않은 채로 진행한 사건이 벌어졌는데, 폭삭 무너진 벽이 다시 천천히 세워지는 신기한 움직임이 고스란히 스크린에 상영된 것이다. 역재생 기법은 많은 후대 감독들에게 영감을 주었으며, 뤼미에르 형제 스스로도 역재생을 활용한 작품을 여럿 제작하기도 했다. 그 중에는 다이빙한 남자가 다시 뭍으로 올라오는 영상이 있었다.
2005년 4월 15일 원본 필름이 복원되었으며, 뤼미에르의 모든 작품과 마찬가지로 촬영된 지 100년이 넘은 영화인 만큼 퍼블릭 도메인으로 저작권이 소멸되었기에 유튜브 등지의 인터넷상에서 감상할 수 있다.